# Cyanolyca
Cyanolyca Cabanis, 1851 è un genere di uccelli passeriformi della famiglia dei Corvidi.

## Etimologia

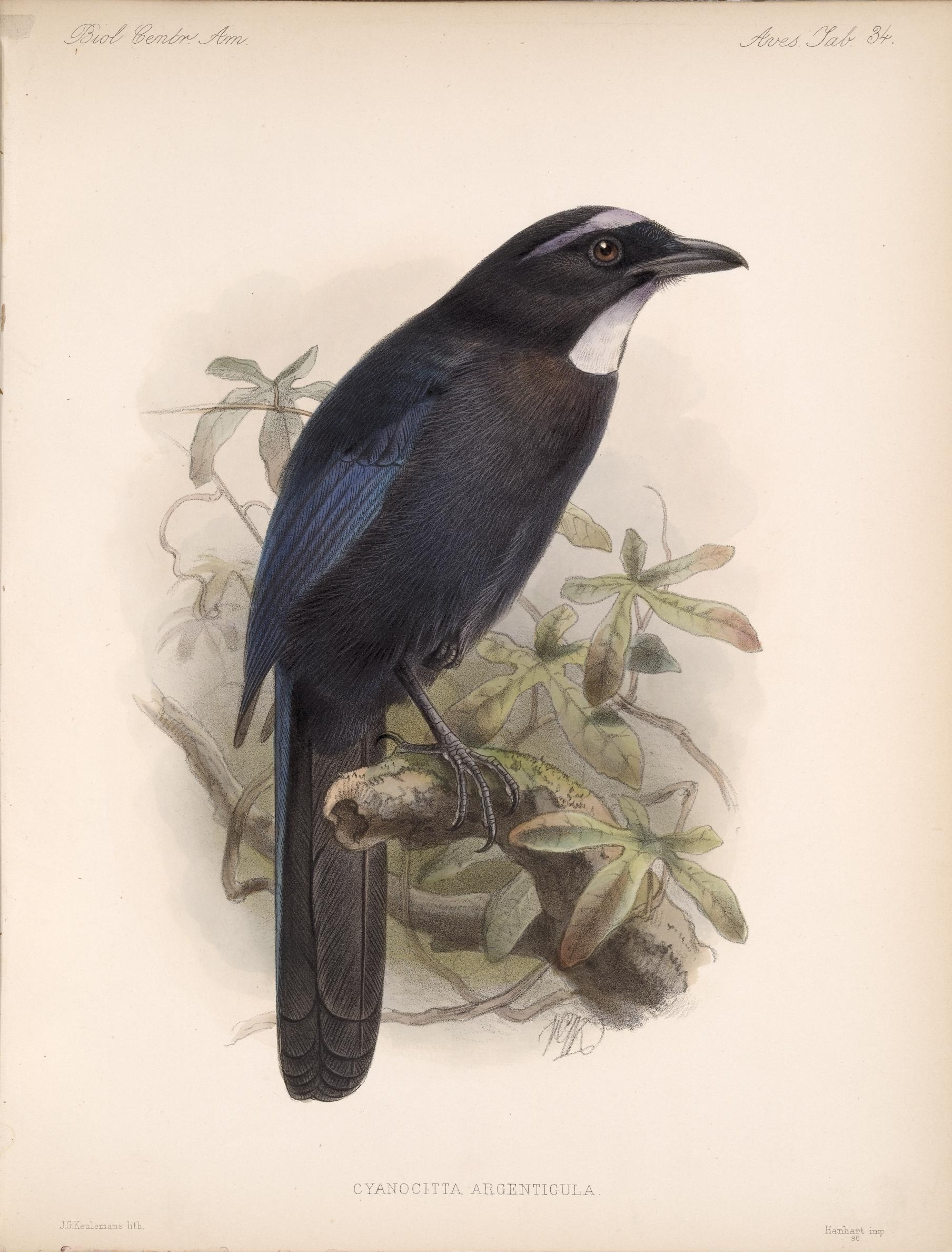
C. argentigula.

Il nome scientifico del genere, Cyanolyca, deriva dall'unione delle parole greche κυανος (kyanos/kuanos, "ciano") e λυκος (lykos/lukos, "lupo", ma in questo contesto verosimilnente inteso come nome colloquiale di "taccola", secondo quanto scritto da Aristotele ed Esichio), col significato di "taccola azzurra", in riferimento alla livrea della maggior parte delle specie ad esso ascritte.

## Descrizione
Al genere vengono ascritti uccelli di dimensioni medio-piccole (dai 20 cm della ghiandaia nana, il corvide più piccolo, ai 34 cm delle specie di maggiori dimensioni), caratterizzati da un aspetto tozzo e paffuto, vagamente simile a quello delle averle o delle tanagre, con grossa testa arrotondata dai grandi occhi, becco relativamente corto e conico dalla punta lievemente ricurva, ali digitate, coda piuttosto lunga e dall'estremitò squadrata e zampe forti.
La colorazione varia a seconda della specie, tuttavia è generalmente dominata dai toni del blu-azzurro, con mascherina facciale nera più o meno estesa orlata superiormente di bande scure più o meno estese, nonché caratterizzata in quasi tutte le specie dalla presenza di un collare scuro fra la gola ed il petto.

## Biologia

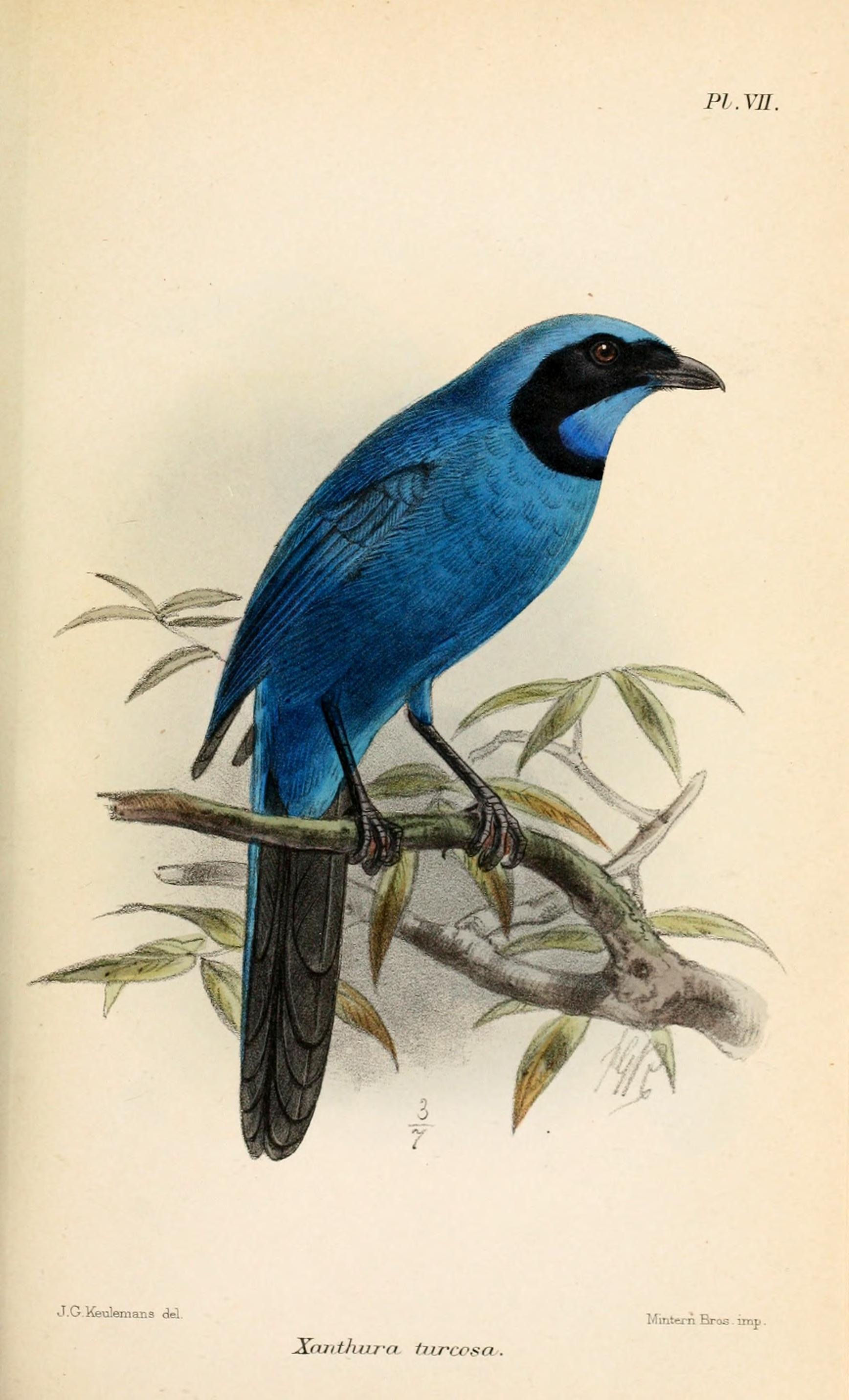
C. turcosa.

Le specie ascritte al genere presentano abitudini di vita diurne e perlopiù solitarie ed arboricole, passando la maggiorp arte della giornata alla ricerca di cibo (in massima parte artropodi ed altri invertebrati, raramente anche bacche e frutti) fra i rami degli alberi e le epifite.

A differenza di molti altri corvidi, le ghiandaie ascritte a questo genere possiedono un repertorio vocale molto limitato.
A causa delle zone impervie di diffusione della maggior parte delle specie, le loro abitudini riproduttive sono in gran parte ancora avvolte nel mistero: si sa che il nido ha la forma a coppa tipica di molti passeriformi e che viene costruito nel folto della vegetazione arborea, e che molto verosimilmente si tratta di uccelli monogami, che in alcune specie si fanno aiutare nell'allevamento della prole da altri individui adulti.

## Distribuzione e habitat
Le specie ascritte al genere sono diffuse nelle foreste montane di un'area che va dal Messico centro-meridionale al Venezuela, a sud attraverso le Ande fino alla Bolivia centrale: la maggior parte delle specie occupa un areale ridotto ed è a rischio di estinzione.

## Tassonomia
Al genere vengono ascritte 9 specie:
- Genere Cyanolyca
  - Cyanolyca armillata (Gray, 1845) - ghiandaia collare nero
  - Cyanolyca viridicyanus (Lafresnaye & d'Orbigny, 1838) - ghiandaia collare bianco
  - Cyanolyca turcosa (Bonaparte, 1853) - ghiandaia turchese
  - Cyanolyca pulchra (Lawrence, 1876) - ghiandaia magnifica
  - Cyanolyca cucullata (Ridgway, 1885) - ghiandaia monaca
  - Cyanolyca pumilo (Strickland, 1849) - ghiandaia golanera
  - Cyanolyca nanus (Du Bus De Gisignies, 1847) - ghiandaia nana
  - Cyanolyca mirabilis Nelson, 1903 - ghiandaia golabianca
  - Cyanolyca argentigula (Lawrence, 1875) - ghiandaia golargento

Nell'ambito della famiglia dei corvidi, il genere Cyanolyca occupa un clade basale rispetto agli altri generi di ghiandaie americane.